# 三里屯

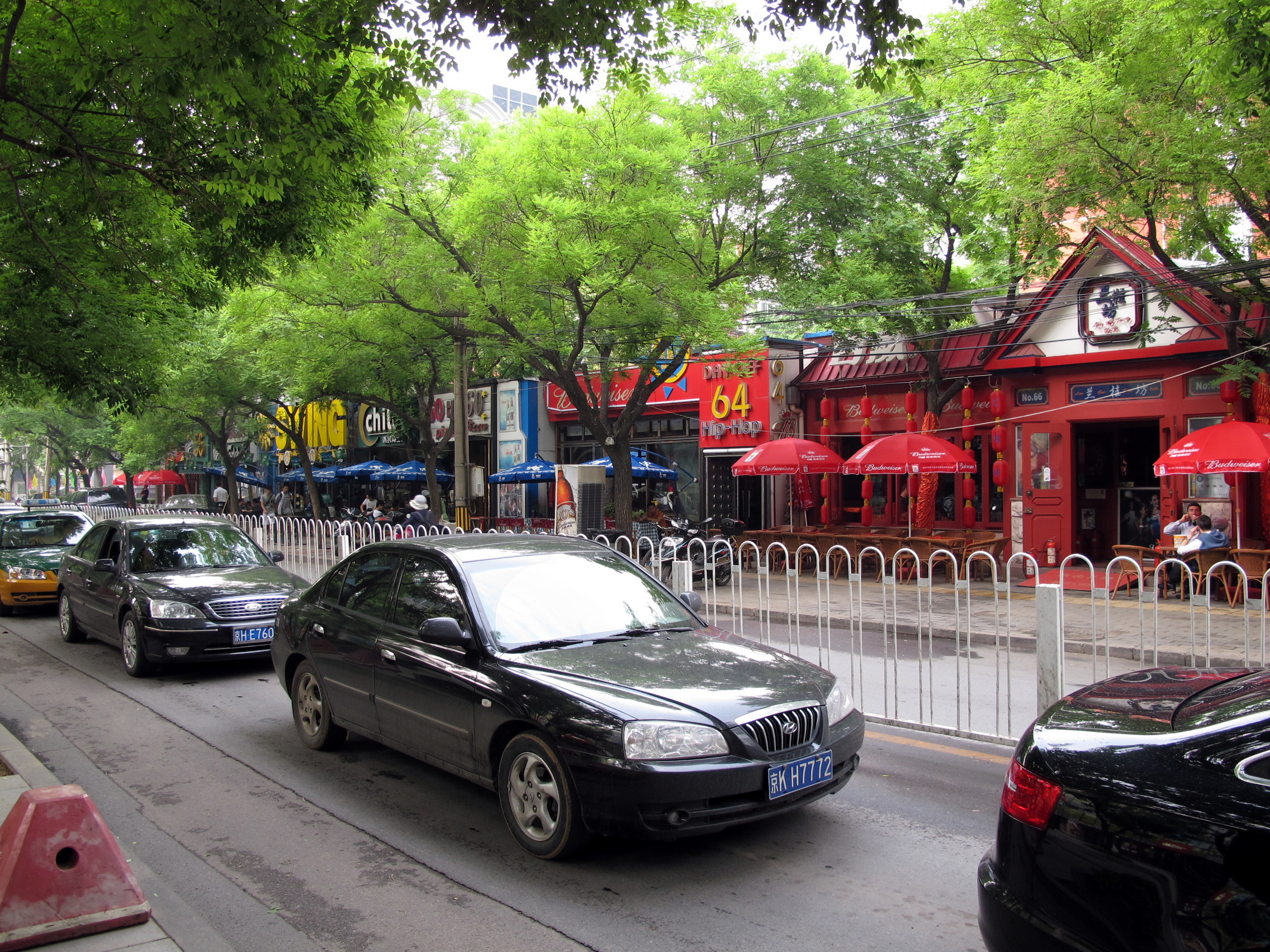
三里屯

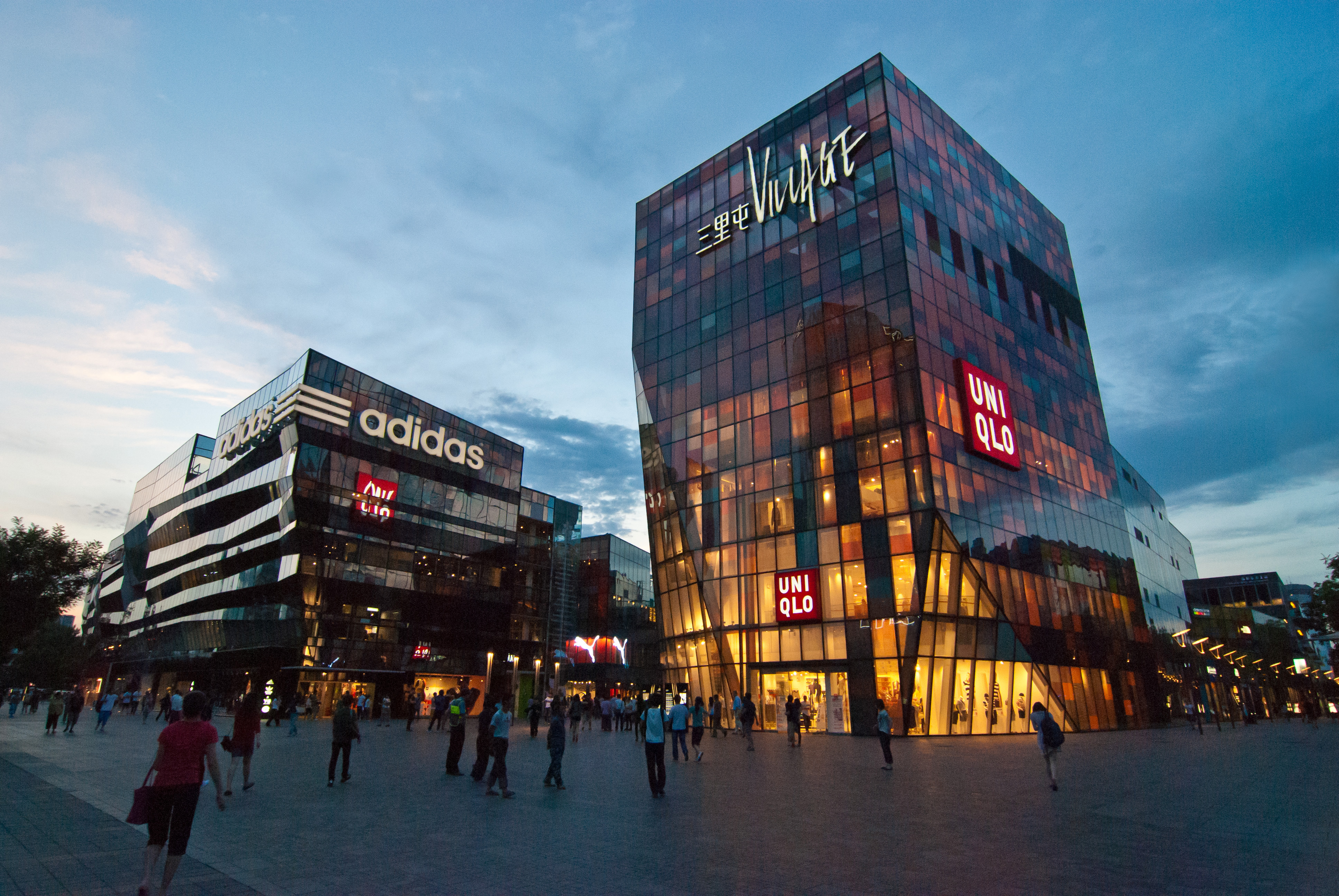
三里屯太古里

三里屯（さんりとん）とは、北京朝陽区にある行政区画のひとつである。付近は建国門と並ぶ大使館街として知られる。また、バーなども点在している。

## 周辺施設
- 北京工人体育場
- 北京工人体育館
- 三里屯外交公寓
- 三里屯太古里
- 北京市第五十五中学

## 最寄駅
- 団結湖駅

## 参照
- 三里屯エリア|中国・北京旅行info